# Carsten Byhring
Carsten Byhring, född 8 december 1918 i Kristiania (nuvarande Oslo), död där 6 april 1990, var en norsk skådespelare, regissör och manusförfattare.

## Biografi
Carsten Byhring debuterade 1939 som en del av sånggruppen De 6 syngende Studenter, som även bestod av bland andra Arild Haga, Egil Hagen och Alf Hartman. Gruppen uppmärksammades för sin revy Vi besatte på Victoria Teater 1940. Byhrings specialitet var pantomimer som han själv skrev. År 1941 gjorde han debut som soloaktör i revyn Hopplipopp på Søilen Teater. Han deltog samma år i Jens Book Jenssens revyer och turnéer, ett samarbete som skulle vara i många år. Han gästspelade på Chat Noir 1944 och var fast där 1947–1959. Han verkade därefter som frilans till han blev fast anställd vid Riksteatret 1980–1988.
Vid sidan av teatern verkade han även som filmskådespelare. Han debuterade 1949 i Svendsen går videre, som han också skrev manus till. Han gjorde sig bemärkt i ett stort antal mindre roller, bland annat i Brent jord (1969) och Lukket avdeling (1972). Han är mest känd för rollen som Kjell i de tretton filmerna om Olsenbanden 1968–1984. Han verkade även vid TV- och radioteatern.
Som regissör gjorde han barnfilmerna Bjørnepatruljen (1956) och På tokt med Terna (1958), där han även skrev manus och spelade huvudrollen.
Han gjorde även ett fåtal skivinspelningar, både sånger och monologer.

## Familj
Byhring var son till maskinmästare Bjarne Byhring (1888–1976) och Haldis Hansen (1892–1974). Han var gift första gången 1950–1956 med skådespelare Ingerid Vardund (äktenskapet upplöst) och andra gången från 1963 med Bjørg Lie (1931–1988), född Petersen. Han var bror till skådespelaren Svein Byhring.

## Filmografi (urval)

### Roller
- 1949 – Svendsen går videre
- 1952 – Andrine og Kjell
- 1955 – Hjem går vi ikke
- 1956 – Bjørnepatruljen
- 1957 – Smuglere i smoking
- 1958 – På tokt med Terna
- 1962 – Stackars stora starka karlar
- 1962 – Sønner av Norge kjøper bil
- 1969 – Brent jord
- 1970 – Olsenbanden och Dynamit-Harry
- 1972 – Lukket avdeling
- 1972 – Olsenbanden och guldskatten
- 1973 – Olsen-bandens sidste bedrifter
- 1984 – Olsenbanden kommer igen

### Regi
- 1956 – Bjørnepatruljen
- 1958 – På tokt med Terna

### Manus
- 1949 – Svendsen går videre
- 1956 – Bjørnepatruljen
- 1958 – På tokt med Terna

### Dubbning
- 1953 – Peter Pan (norsk originaldubb)[4]
- 1971 – Aristocats (norsk originaldubb)[5]
- 1974 – Robin Hood (norsk röst)[6]